# Le idee di oggi per la musica di domani
Le idee di oggi per la musica di domani is een muziekalbum uit 1969 van de Italiaanse rockgroep Stormy Six. Het is het debuutalbum van Stormy Six. De groep brengt op de plaat de muziek uit zijn beginjaren, namelijk de typisch populaire beatmuziek uit het eind van de jaren 60. Hier en daar zijn enkele psychedelische elementen te horen, zoals op het instrumentale "Schallplattengesellschaft mbh". Pas op de volgende albums zou de groep meer protestsongs brengen, en de muziek meer de folkrock en later ook progressieve rock op gaan. Bassist Claudio Rocchi verliet de band na het verschijnen van het album, om een solocarrière te beginnen.

## Tracklist
1. Fiori per sempre
2. Un'altra come te
3. la sorte più bella del mondo
4. Una più felice di te
5. C'è qualcosa nella vita
6. Schallplattengesellschaftmbh
7. Forse
8. Lui verrà
9. Le stagioni
10. Ramo
11. I tuoi occhi sono tristi
12. Monna Cristina
13. Sotto i portici di marmo

## Bezetting
- Franco Fabbri - gitaar, zang
- Claudio Rocchi - bas, zang
- Luca Piscicelli - gitaar, zang
- Antonio Zanuso - drums